# Walderlebniszentrum
Ein Walderlebniszentrum ist eine waldpädagogische Einrichtung, ein Mitmach-Museum für Kinder, Jugendliche und Erwachsene. Ziel ist entdecken und verstehen des Ökosystems Wald und der verantwortliche Umgang damit. Träger sind meist staatliche Forstämter oder gemeinnützige Vereine, manchmal auch Tourismuszentralen. In Bayern erfüllen die Walderlebniszentren einen gesetzlichen Bildungsauftrag.

## Liste von Walderlebniszentren
| Was                                   | Wo                                   | Bundesland          | Träger                                        | Internetseite                                | Karte |
| ------------------------------------- | ------------------------------------ | ------------------- | --------------------------------------------- | -------------------------------------------- | ----- |
| Walderlebniszentrum Gramschatzer Wald | nördlich von Würzburg                | Bayern              | StMELF                                        | www.walderlebniszentrum-gramschatzer-wald.de |       |
| Walderlebniszentrum Grafrath          | westlich von München                 | Bayern              | StMELF                                        | www.wez-grafrath.de                          |       |
| Walderlebniszentrum Grünwald          | südlich von München                  | Bayern              | StMELF                                        | www.walderlebniszentrum-gruenwald.de         |       |
| Walderlebniszentrum Roggenburg        | westlich von Augsburg                | Bayern              | StMELF                                        |                                              |       |
| Walderlebniszentrum Schernfeld        | nordwestlich von Ingolstadt          | Bayern              | StMELF                                        |                                              |       |
| Walderlebniszentrum Tennenlohe        | südlich von Erlangen                 | Bayern              | StMELF                                        | www.walderlebniszentrum-tennenlohe.de        | [ 1 ] |
| Walderlebniszentrum Ziegelwies        | Füssen / Pinswang                    | Bayern / Tirol      | Walderlebniszentrum Ostallgäu-Außerfern e. V. | www.walderlebniszentrum.eu                   | [ 2 ] |
| Walderlebniszentrum Regensburg        | westlich von Regensburg              | Bayern              | StMELF                                        | www.walderlebniszentrum-regensburg.de        |       |
| Bergwalderlebniszentrum Ruhpolding    | östlich von Rosenheim                | Bayern              | StMELF                                        | www.bergwalderlebniszentrum.de               |       |
| Walderlebnis Ehrhorn                  | westlich von Lüneburg                | Niedersachsen       |                                               |                                              |       |
| Walderlebniszentrum Gemünd            | Gemünd (Eifel)                       | Nordrhein-Westfalen |                                               |                                              |       |
| Walderlebniszentrum Soonwald          | westlich von Mainz                   | Rheinland-Pfalz     |                                               |                                              |       |
| Walderlebniszentrum Leupoldishain     | Leupoldishain südöstlich von Dresden | Sachsen             | Staatsbetrieb Sachsenforst                    |                                              |       |

## Waldpädagoge, Ausbildung in Bayern
In Bayern ist Waldpädagogik ein gesetzlicher Bildungsauftrag. Waldpädagogen werden ausgebildet in der Bayerische Landesanstalt für Wald und Forstwirtschaft. Für Schule, Kindergarten und Jugendgruppen stehen entsprechende Lehrmittel zur Verfügung.